# Pierre Duhem
Pierre Maurice Marie Duhem ([pjˈɛʁ moʁˈis maʁˈi dyˈɛm] ⓘ; 9 tháng Sáu 1861 – 14 tháng 9 năm 1916) là một nhà vật lý, toán học, triết học khoa hoc người Pháp, được biết đến nhiều nhất với những bài viết về tính bất định của tiêu chuẩn thực nghiệm và về sự phát triển khoa học của thời Trung Cổ. Duhem cũng đã có những đóng góp quan trọng cho nền khoa học ở thời ông, đặc biệt trong các lĩnh vực thủy động lực học, vật lý đàn hồi, và nhiệt động lực học.